# يوهان جورج هاينريش فيدر
يوهان جورج هاينريش فيدر (بالألمانية: Johann Georg Heinrich Feder) ‏(15 مايو 1740 - 22 مايو 1821) كان فيلسوفًا ألمانيًا.